# Nuun Ujol K'inich
Nuun Ujol Kʼinich (tại vị trong năm 800?), là một nhà vua Maya ở thành phố Tikal. Ông đã tại vị vào một lúc nào đó giữa 794 và 810 và ông có lẽ là con trai của Mặt Trời Tối.